# Караваевка (Московская область)
Караваевка — упразднённая деревня в Сергиево-Посадском городском округе Московской области России.

## География
Находилась в северо-восточной части области, в зоне хвойно-широколиственных лесов, к югу от автодороги 46К-8191, на расстоянии примерно 31 километра (по прямой) к северо-западу от города Сергиев Посад, административного центра округа.

### Климат
Климат характеризуется как умеренно континентальный, с умеренно холодной зимой и тёплым летом. Среднегодовая температура воздуха — +2,7 °C. Средняя температура воздуха самого холодного месяца (января) — −11,3 °C (абсолютный минимум — −48 °C), средняя температура самого тёплого (июля) — +17 °С (абсолютный максимум — +36 °C). Годовое количество атмосферных осадков — 630 мм, из которых около 70 % выпадает в период с апреля по октябрь.

## История
В «Списке населённых мест Владимирской губернии по сведениям 1859 года» населённый пункт упомянут как владельческое сельцо Короваевка Александровского уезда, расположенное в 57 верстах от уездного города. В сельце насчитывалось 5 дворов и проживало 52 человека (21 мужчин и 31 женщин).
По состоянию на 1905 год, в Короваевка имелось 8 дворов и проживало 59 человек. В административном отношении сельцо входило в состав Константиновской волости.
По данным 1926 года в местечке имелось 4 хозяйства и проживало 16 человек (6 мужчин и 10 женщин). Являлась частью Кузьминского сельсовета Константиновской волости Сергиевского уезда Московской губернии.
Решением Московской областной думы № 7/66 от 27 сентября 1995 года Караваевка была присоединена к деревне Кузьмино Кузьминского сельского округа.